# John Mylne
John Mylne (1611 - 24 de diciembre de 1667), también conocido como John Mylne junior y como el Joven,  fue un cantero y arquitecto del Reino de Escocia, que trabajó como maestro mampostero para la Corona escocesa. Nacido en Perth (Escocia), era hijo de Isobel Wilson y de John Mylne (padre), un cantero y líder masónico fallecido en 1657. 
Como arquitecto diseñó y construyó sus propios proyectos. Fue uno de los últimos maestros de la arquitectura renacentista de Escocia, antes de que los nuevos estilos procedentes del continente fueran importados por sus sucesores. Paralelamente a su carrera profesional también se desempeñó como soldado y político. Se casó tres veces, pero nunca tuvo hijos.

## Arquitecto
Mylne aprendió el oficio de su padre, ayudándole con proyectos como el reloj de sol en el Palacio de Holyrood. En 1633, Mylne obtuvo el título burgués de "Constructor Real de Edimburgo", y fue admitido en la Logia de masones de Edimburgo, gracias a la posición de su padre. Primero fue nombrado como concejal del ayuntamiento en 1636, y en ese mismo año fue nombrado Maestro Masón de la Corona, sucediendo a su padre.

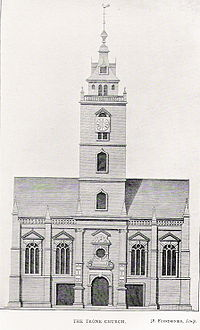
La Capilla Tron Kirk, en Edimburgo, con el diseño original del.

Principalmente, sus proyectos de construcción se concentraron en Edimburgo, donde, desde 1637, se desempeñó como Maestro Constructor Principal de la Ciudad. 

### La Iglesia Tron Kirk
Mylne trabajo en el diseño y la construcción de la Iglesia Tron Kirk durante más de diez años. Esta iglesia, estaba ubicada sobre la calle principal "Royal Mile", y fue inaugurada en 1647. Originalmente fue construida para albergar a la Congregación de San Egidio, y posteriormente fue elevada al estatus de catedral. 
Este edificio fue concebido con un nuevo formato en “T”, con el púlpito en el centro, y reformado para adaptarse a la adoración. Este novedoso diseño fue publicado por Hendrick de Keyser, cuyo libro "Arquitectura Moderna" mostró al resto de sus colegas, en los Países Bajos, distintos aspectos en el proceso de construcción de la iglesia informado. Además Mylne, elevó un informe de este diseño a la sociedad de arquitectura contemporánea neerlandesa. Mylne trabajó personalmente en la realización de este proyecto, junto al carpintero principal John Scott, quien fue responsable de los trabajos en madera. El edificio fue ejecutado con un estilo influenciado por la cultura neerlandesa, tanto en la arquitectura gótica como en los detalles de “Orden Clásico”. 
Mylne falleció antes de finalizar la obra. 
Posteriormente, en el siglo XVIII la iglesia Tron Kirk fue remodelada. Y más tarde, durante el siglo XIX, ocurrió un gran incendio, por lo que el edificio volvió a ser remodelado, y en esta ocasión se añadió una nueva torre. No obstante el trabajo de Mylne aun seguía visible en el cuerpo principal del edificio. El tallado del campanario lo realizó el hermano de Mylne, Alexander.

### Sus obras más importantes
Entre 1637 y 1649 participó en el diseño del Hospital Cowane en Stirling, que fue construido por el James Rynd. Mylne también esculpió la estatua de su fundador, para ser instalada en la fachada del edificio. En 1642, Mylne fue consultado por los sucesivos desmoronamientos de las ruinas del castillo de la Abadía Jedburgh, situada en los límites de Escocia y construida en 1138, para las distintas actividades de la burguesía de la época en Jedburgh.
Además, a partir del 15 de julio de 1647, Mylne estuvo a cargo de la construcción del coro, el campanario, y la sección norte de la vieja nave de la Iglesia del Castillo de Airth.
Entre sus proyectos de la década de 1650 se incluye: la construcción de fortificaciones en Leith, y la ampliación del emplazamientos de artillería en los muros de la ciudad de Edimburgo. Además llevó a cabo una división en Greyfriars Kirk, para servir a dos congregaciones a la vez, y construyó la casa de un profesor de la Universidad de Edimburgo, que fue demolida posteriormente, en el siglo XVIII.

### Los planos más antiguos de Escocia
Después de la restitución a la corona de Carlos II de Inglaterra, Mylne fue reconfirmado en su puesto como Maestro Masónico Real, y fue comisionado en 1663 para estudiar las plantas superiores del Palacio de Holyrood. Los planos resultantes son los dibujos de arquitectura más antiguos, que aún se conservan en Escocia. Estos se exhiben hoy en día en la Biblioteca Bodleiana de Oxford.  Los diseños para la realización del palacio, fueron ejecutados por William Bruce (arquitecto) en la década de 1670.

### Otros trabajos menores
En 1666, John Mylne diseñó y se comprometió a construir, la Casa Panmure, cerca de Forfar, encargada por el 2.º Conde de Panmure. Después de su muerte, el trabajo fue continuado por Alexander Nisbet, posiblemente con la ayuda de William Bruce. Esta casa, demolida en 1950, tenía un cierto parecido al Hospital Heriot y otros edificios escoceses del siglo XVII, en lugar de mirar hacia adelante como los nuevos estilos clásicos que serían presentados por Bruce posteriormente.
Durante la segunda guerra anglo-neerlandesa de 1665 a 1667, Mylne diseñó y construyó las fortificaciones en Lerwick, que luego fueron reconstruidas como el Fuerte Charlotte de (Shetland). También presentó un diseño para la cárcel de Linlithgow en 1667, pero tras su muerte, se contrató a otro constructor, y se construyó un diseño diferente. Otro esquema realizado, fue para la Casa Leslie, llevado a cabo por Robert Mylne, después de su muerte, y de nuevo con el asesoramiento de Bruce.

### Su legado arquitectónico
Las obras arquitectónicas de Mylne son en gran parte, consideradas como la tradición del renacimiento escocés, que combinaba elementos de la arquitectura gótica y arquitectura clásica, junto con ornamentos, a menudo procedentes de libros de patrones importados. 
Colvin describe a Mylne como  "el líder de la última fase del manierismo escocés".
En la década de 1660, el trabajo de Mylne, lentamente fue considerado como "un estilo un tanto antiguo", y debido la inspiración europea de Palladio, comenzó a ser reemplazado por los estilos modernos, importados por el afamado William Bruce.

## Carrera política y militar
En 1640, John Mylne se unió al ejército escocés que invadió el norte de Inglaterra durante la Guerra de los Obispos, y fue promovido en 1646 a capitán de Pioneros, y como Maestro de Armas de Escocia.
Además de servir en el consejo de la ciudad de Edimburgo desde 1636 hasta 1664, desempeñó varias funciones políticas durante su vida. En 1652, se desempeñó como parte de una comisión enviada al Parlamento Inglés en Londres, para discutir un posible "Tratado de Unión" con Escocia. Desde  1654 hasta 1659 representó a Edimburgo en la "Convención real de la burguesía", y en 1662 fue elegido como comisionado burgués, una especie de Miembro del Parlamento de Edimburgo, donde asistió a las primeras sesiones del  Parlamento escocés  bajo el reinado de Carlos II.

## Fallecimiento

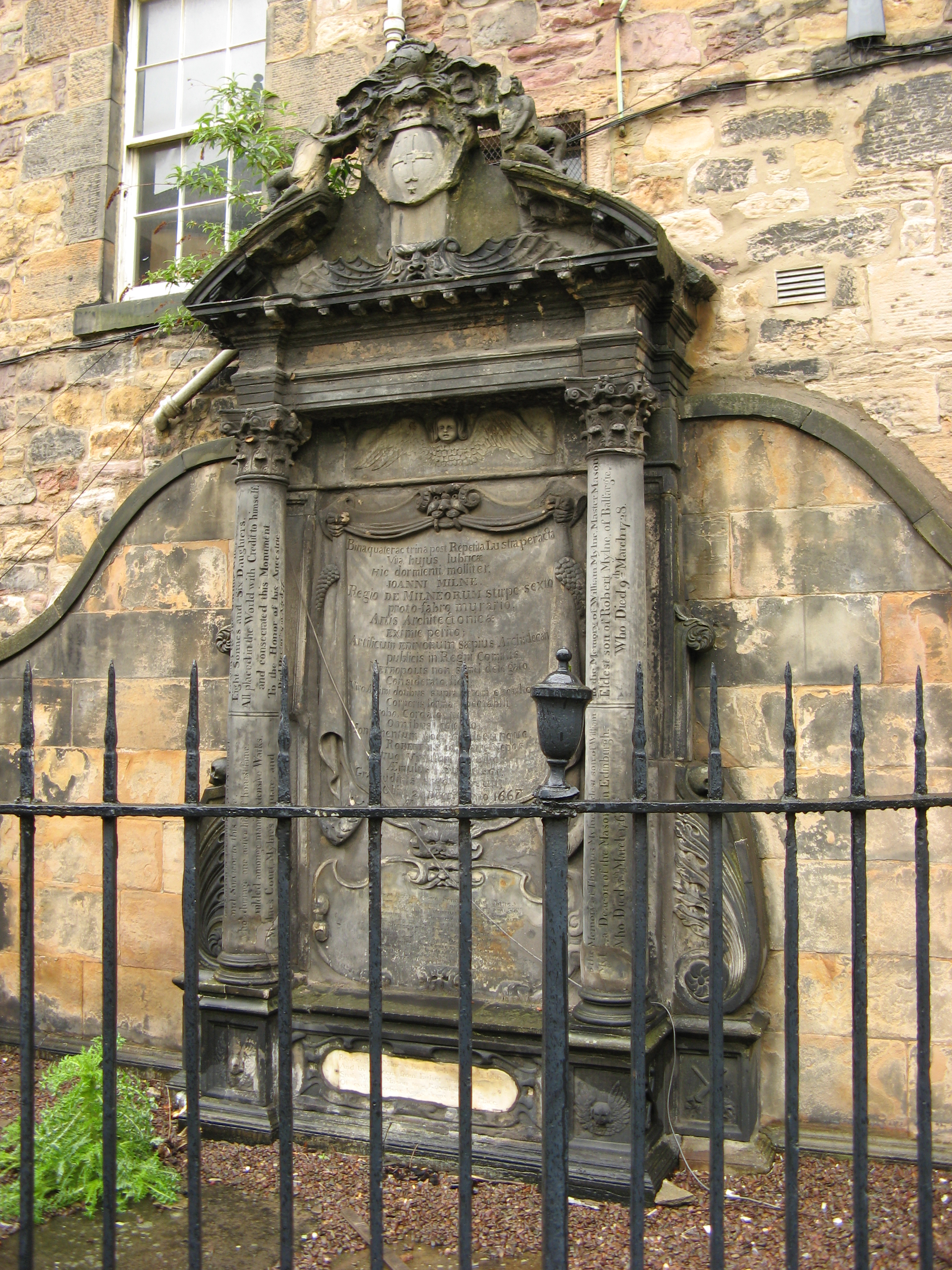
Monumento a John Mylne, construido en el Cementerio Greyfriars (por Robert Mylne).

En 1667 John Mylne se encontraba en la ciudad de Perth discutiendo los detalles para la construcción de un nuevo centro comercial. Sin embargo, murió en Edimburgo en diciembre de ese mismo año. Fue enterrado en el Cementerio Greyfriars, en Edimburgo, donde su sobrino y aprendiz Robert Mylne (1633-1710), realizó un monumento que aun sigue en pie hasta el día de hoy. Otro monumento fue erigido por los masones en su lugar de reunión, la Capilla de Santa María, aunque esta antigua iglesia fue demolida en el siglo XVIII. Existe un retrato de John que se exhibe en la Galería Nacional de Retratos de Escocia (Scottish National Portrait Gallery). Robert Mylne sucedió a John en el cargo de Maestro Masón de la Corona.